# Universalmensch

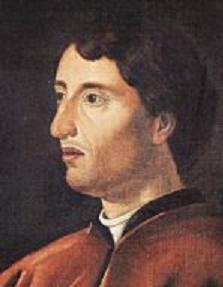
Leon Battista Alberti (1404–1472), Verkörperung eines Universalmenschen

Der Universalmensch (italienisch uomo universale) ist ein Idealbild des Menschen, das zur Zeit der Renaissance entstand, angelehnt an Vorbilder aus der griechisch-römischen Antike. Ein Universalmensch ist im Sinne des Humanismus vielseitig gebildet, aufgeschlossen und unabhängig von kirchlichen Dogmen. Er wird schöpferisch tätig und lebt idealerweise in Harmonie mit der Natur.

## Hintergrund
Die Selbstbestimmung, die kritische Haltung und die Hinwendung zu antiken Sprachen und Schriften sind nicht als Ablehnung der Kirche zu sehen, sondern sie sollten die Kirche von den „Verirrungen“ des Mittelalters befreien und mit der Antike verbinden.
Durch seine vielseitige Bildung (die damals nur Wohlhabenden möglich war) ist der Universalmensch in der Lage, viele unterschiedliche Tätigkeiten auszuführen. Das Bild des fähigen Herrschers, das Machiavelli in seinem Werk Il Principe (Der Fürst) entwirft, entspricht insofern dem Menschenbild des uomo universale, als ein erfolgreicher Herrscher über vielfältige Tugenden und Kenntnisse verfügen muss.
Auch auf die Kunst wirkte das neue Menschenbild ein. Maler, Bildhauer, Architekten und andere Künstler verstanden sich als uomo universale. Als typische Verkörperungen des Universalmenschen gelten Leonardo da Vinci und Leon Battista Alberti.

## Leonardo da Vinci als Universalmensch

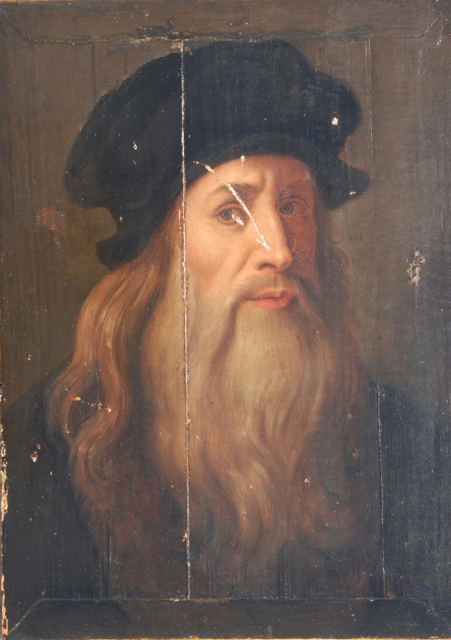
Leonardo da Vinci (1452–1519)

Leonardo da Vinci selbst lebte nach dem Ideal des Universalmenschen und verkörperte ihn. Giorgio Vasari rühmt Leonardo in seiner Biografie Das Leben des Florentiner Malers und Bildhauers Leonardo da Vinci mit den Worten: „Wohin er den Geist auch lenkte, verhalf ihm seine Begabung, die schwierigsten Dinge mit Leichtigkeit zur Vollendung zu bringen.“ Goethe schwärmte von einem „Mustermenschen“, Freud vom „allseitigen Genie“. Jacob Burckhardt pries ihn als „vollkommenen Menschen“.